# علاء البابا
علاء الدين عبد الحليم البابا هو لاعب كرة قدم لبناني، ولد في 18 أبريل 1993 في لبنان. لعب مع نادي الأنصار.